# از باوهاوس تا خانه‌های ما
از باوهاوس تا خانه‌های ما کتابی از تام ولف است که روایتی از معماری مدرن را بیان می‌کند. این کتاب در سال ۱۹۸۱ منتشر شده است.

## پیش‌زمینه
تام وولف در سال ۱۹۷۵ با انتشار «کلام نقاشی‌شده» نخستین مشارکت خود را در حوزه‌ی نقد هنری ارائه داد. او در این کتاب عنوان کرد که نظریه‌ی هنر بیش از حد فراگیر شده چون جهان هنر توسط شکبه‌ی کوچکی از منتقدین، دلالان و مجموعه‌داران ثروتمند کنترل می‌شود.

## درباره کتاب
وولف با آوردن آهنگ میهن‌پرستانه‌ی «آمریکای زیبا» به صراحت نظریه‌ی خود را بیان می‌کند.
او در این کتاب گرایش‌های معماری مدرن به اجتناب از هر تزئینات خارجی را نقد کرده و معمارانی چون لویی سالیوان را تحسین می‌کند. هدف اصلی نقد او معماری مدرن و سبک بین‌الملل به‌خصوص در کار معمارانی چون میس وندرروهه، لوکوربوزیه و والتر گروپیوس است.